# Lene Dammand Lund
Lene Dammand Lund (født 
30. november 1963) er en dansk arkitekt og rektor for Det Kongelige Akademi - Arkitektur, Design, Konservering, hvor hun tiltrådte den 1. april 2012.
Lund er uddannet arkitekt fra Arkitektskolen Aarhus 1991. Hun har siden 2006 været adm. direktør for landskabstegnestuen SLA A/S. Lund har efter arbejde på danske og internationale tegnestuer været redaktør på Arkitekten, haft egen virksomhed og sideløbende taget en MBA på Copenhagen Business School. Inden ansættelsen på SLA var Lund adjunkt på Kunstakademiets Arkitektskole.
Lene Dammand Lund har og har haft en række tillidshverv knyttet til arkitektbranchen; herunder som bestyrelsesmedlem for Freja Ejendomme A/S (siden 2004), Signal Arkitekter og formand for aftagerpanelet på Arkitektskolen Aarhus.